# Billeder fra "Musikforeningen"s Sammenkomster og Udflugter 1939-40
Billeder fra "Musikforeningen"s Sammenkomster og Udflugter 1939-40 er en dansk dokumentarfilm fra 1940.

## Handling
Sporvejsfunktionærernes musikforening afholder forårskoncert i Palælokalerne 1939. Efter koncerten er der bal - det sejrende dansepar danser æresrunde. Musikforeningen medvirker ved Børnehjælpsdagens børneoptog 3. maj. Musikforeningens sommerudflugt til Kullen 1939. Musikforeningen medvirker ved Idrætsforeningens nordiske jubilæumsstævne august 1939 på Østerbro Stadion. Musikforeningens 25 års jubilæumsfest i Tivolis Koncertsal 10. februar 1940.